# Hudson, Maine
Hudson är en kommun (town) i Penobscot County i Maine. Vid 2010 års folkräkning hade Hudson 1 536 invånare.